# Луций Кассий Гемина
Лу́ций Ка́ссий Геми́на (лат. Lucius Cassius Hemina; умер в 146 году до н. э.) — древнеримский историк-анналист.

## Биография
Известно, что Луций Кассий умер в консульство Гнея Корнелия Лентула и Луция Муммия Ахаика, то есть в 146 году до н. э. Он написал труд под названием «Анналы» (по другим сведениям — «История»), состоявший из четырёх книг. Сохранилось около 40 фрагментов этого произведения.